# Cratere Sheepshanks
Sheepshanks è un cratere lunare di 23,67 km situato nella parte nord-orientale della faccia visibile della Luna.